# Max Besuschkow
Max Besuschkow (Tübingen, 31 maggio 1997) è un calciatore tedesco, centrocampista dell'Ingolstadt 04.

## Carriera

### Nazionale
Ha partecipato al campionato europeo di calcio Under-17 2014 con la Germania.